# Eoin Ryan senior
Eoin David Ryan (senior) (irisch Eoin Ó Riain, * 12. Juni 1920 in Dublin; † 14. Dezember 2001 ebenda) war ein irischer Politiker (Fianna Fáil) und langjähriges Mitglied des Seanad Éireann.

## Leben
Ryan ist der Sohn von James Ryan (1892–1970) und Máirín Cregan (1891–1975). Als er ein Säugling war, waren beide Elternteile inhaftiert.
Nach seiner Schulausbildung verpflichtete er sich ab 1940 bei den Irischen Streitkräften. Bis 1943 stieg er bis in den Rang des Captain auf und verließ die Armee. Er studierte am University College Dublin und erhielt einen Abschluss in Wirtschafts- und Verwaltungswissenschaften. Nach der Ausbildung am King’s Inns wurde er als Barrister zur Rechtsanwaltschaft zugelassen.
Wie sein Vater, der als Abgeordneter (Teachta Dála) und Minister 30 Jahre lang Vollzeitpolitiker war, wurde er 1957 als Mitglied der Fianna Fáil erstmals in den Seanad Éireann über die Arbeitsliste gewählt. 1961 wechselte er auf die Industrie- und Gewerbeliste. Bis 1987 blieb er Senator.

## Privates
Eoin Ryan war ab 1949 mit Joan Dowd verheiratet. Eines der vier Kinder war der Politiker Eoin Ryan junior.